# 바르셀로나 모누멘탈 투우장

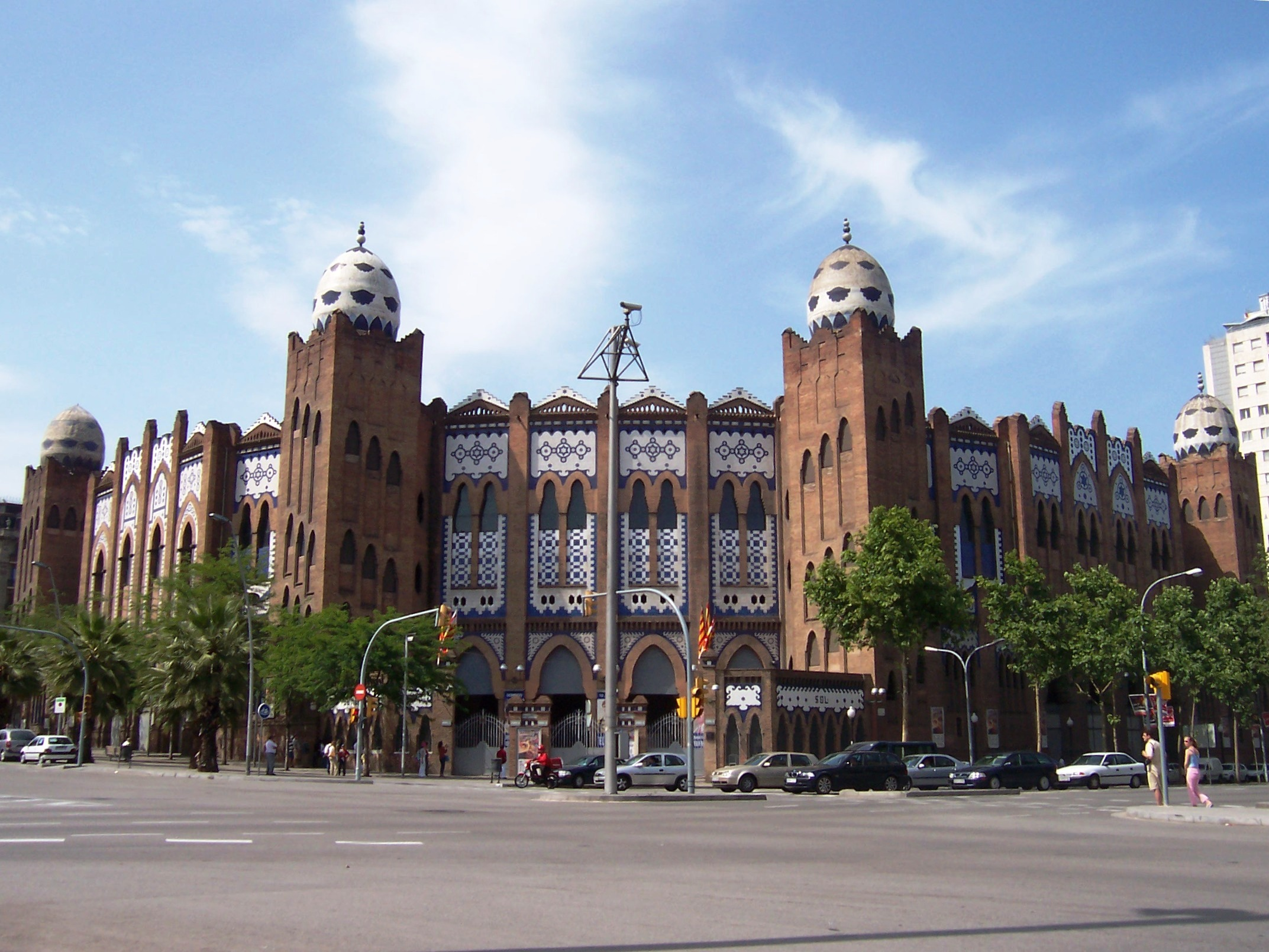
바르셀로나 모누멘탈 투우장

바르셀로나 모누멘탈 투우장(카탈루냐어: Plaça de Braus de la Monumental 플라샤 데 브라우스 데 라 모누멘탈, 스페인어: Plaza de Toros Monumental de Barcelona 플라사 데 토로스 모누멘탈 데 바르셀로나[*]) 또는 간단히 라 모누멘탈(카탈루냐어: La Monumental, 스페인어: La Monumental)은 스페인 카탈루냐 지방 바르셀로나 주 바르셀로나에 있는 투우장이다.